# UTF-16
UTF-16 (англ. Unicode Transformation Format, 16-bit) в информатике — метод сериализации юникодного текста (то есть последовательности кодовых позиций Юникода) в последовательность 16-битных слов.
Данная кодировка позволяет записывать символы Юникода в диапазонах U+0000..U+D7FF и U+E000..U+10FFFF (общим количеством 1 112 064). При этом каждый символ записывается одним или двумя словами (последнее называется суррогатная пара). Кодировка UTF-16 описана в приложении Q к международному стандарту ISO/IEC 10646, а также ей посвящён IETF RFC 2781 «UTF-16, an encoding of ISO 10646».
С появлением UTF-16 название UCS-2 (универсальная двухбайтовая кодировка) устарело.

## История появления
Первая версия Юникода (1991 г.) представляла собой 16-битную кодировку с фиксированной шириной символа; общее число разных символов было 216 (65 536). Во второй версии Юникода (1996 г.) было решено значительно расширить кодовую область; для сохранения совместимости с теми системами, где уже был реализован 16-битный Юникод, и была создана UTF-16. Область 0xD800—0xDFFF, отведённая для суррогатных пар, ранее принадлежала к области «символов для частного использования».
Поскольку в UTF-16 можно отобразить 220+216−211 (1 112 064) символов, то это число и было выбрано в качестве новой величины кодового пространства Юникода.

## Принцип кодирования
В UTF-16 символы кодируются двухбайтовыми словами с использованием всех возможных диапазонов значений (от 0 до FFFF16).
При этом можно кодировать символы Unicode в диапазонах 000016..D7FF16 и E00016..FFFF16.
Исключенный отсюда диапазон D80016..DFFF16 используется как раз для кодирования так называемых суррогатных пар — символов, которые кодируются двумя 16-битными словами.
Символы Unicode до FFFF16 включительно (исключая диапазон для суррогатов) записываются как есть 16-битным словом.
Символы же в диапазоне 1000016..10FFFF16 (больше 16 бит) кодируются по следующей схеме:
- Из кода символа вычитается 1000016. В результате получится значение от нуля до FFFFF16, которое помещается в разрядную сетку 20 бит.

- Старшие 10 бит (число в диапазоне 000016..03FF16) суммируются с D80016, и результат идёт в ведущее (первое) слово, которое входит в диапазон D80016..DBFF16.

- Младшие 10 бит (тоже число в диапазоне 000016..03FF16) суммируются с DC0016, и результат идёт в последующее (второе) слово, которое входит в диапазон DC0016..DFFF16.

## Порядок байтов
Один символ кодировки UTF-16 представлен последовательностью двух байтов или двух пар байтов.
Который из двух байтов идёт впереди, старший или младший, зависит от порядка байтов.
Систему, совместимую с процессорами x86, называют little endian, а с процессорами m68k и SPARC — big endian.
Для определения порядка байтов используется метка порядка байтов (англ. Byte order mark). В начале текста записывается код U+FEFF. При считывании, если вместо U+FEFF считалось U+FFFE, значит порядок байтов обратный (little endian), поскольку код U+FFFE в Юникоде не кодирует символ и зарезервирован как раз для целей определения порядка байтов. Так как в кодировке UTF-8 не используются значения 0xFE и 0xFF, можно использовать метку порядка байтов как признак, позволяющий различать UTF-16 и UTF-8.

### UTF-16LE и UTF-16BE
Предусмотрена также возможность внешнего указания порядка байтов — для этого кодировка должна быть описана как UTF-16LE или UTF-16BE (little-endian / big-endian), а не просто UTF-16. В этом случае метка порядка байтов (U+FEFF) не нужна.

## UTF-16 в ОС Windows
В API Win32, распространённом в современных версиях операционной системы Microsoft Windows, имеется два способа представления текста: в форме традиционных 8-битных кодовых страниц и в виде UTF-16.
При использовании UTF-16, Windows не накладывает ограничений на прикладные программы касательно кодирования текстовых файлов, позволяя им использовать как UTF-16LE, так и UTF-16BE посредством установки и трактовки соответствующей метки порядка байтов. Однако внутренний формат Windows — всегда UTF-16LE. Этот момент следует учитывать при работе с исполняемыми файлами, использующими юникодовые версии функций WinAPI. Строки в них всегда кодируются в UTF-16LE.
В файловых системах NTFS, а также FAT с поддержкой длинных имён, имена файлов записываются также в UTF-16LE.

## Примеры процедур
Примеры ниже записаны на псевдокоде и в них не учитывается маска порядка байтов — они лишь показывают суть кодирования.
Порядок байтов — от младшего к старшему (Little-Endian, интеловский x86).
Тип Word — двухбайтовое слово (16-битное беззнаковое целое), а тип UInt32 — 32-битное беззнаковое целое.
Шестнадцатеричные значения начинаются со знака доллара «$».

### Кодирование
В примере WriteWord() — условная процедура, которая пишет одно слово (при этом сдвигает внутренний указатель).
Функция LoWord() возвращает младшее слово от 32-битного целого (старшие биты, не глядя, отбрасываются).
```
// Допустимые значения Code: $0000..$D7FF, $E000..$10FFFF.

Procedure
 
WriteUTF16Char
(
Code
:
 
UInt32
)

    
If
 
(
Code
 
<
 
$10000
)
 
Then

        
WriteWord
(
LoWord
(
Code
))

    
Else

        
Code
 
=
 
Code
 
-
 
$10000

        
Var
 
Lo10
:
 
Word
 
=
 
LoWord
(
Code
 
And
 
$3FF
)

        
Var
 
Hi10
:
 
Word
 
=
 
LoWord
(
Code
 
Shr
 
10
)

        
WriteWord
(
$D800
 
Or
 
Hi10
)

        
WriteWord
(
$DC00
 
Or
 
Lo10
)

    
End
 
If

End
 
Procedure

```

### Декодирование
В примере ReadWord() читает слово из потока (сдвигая при этом внутренний указатель).
Она же при необходимости может корректировать порядок байтов.
Функция WordToUInt32 расширяет двухбайтовое слово до четырёхбайтового беззнакового целого, заполняя старшие биты нулями.
Error() прерывает выполнение (по сути исключение).
```
// В случае успеха возвращаются значения

// в диапазонах $0000..$D7FF и $E000..$10FFFF.

Function
 
ReadUTF16Char
:
 
UInt32

    
Var
 
Leading
:
  
Word
  
// Лидирующее (первое) слово.

    
Var
 
Trailing
:
 
Word
  
// Последующее (второе) слово.

    
Leading
 
=
 
ReadWord
()
;

    
If
 
(
Leading
 
<
 
$D800
)
 
Or
 
(
Leading
 
>
 
$DFFF
)
 
Then

        
Return
 
WordToUInt32
(
Leading
)

    
Else
 
If
 
(
Leading
 
>=
 
$DC00
)
 
Then

        
Error
(
"Недопустимая
 
кодовая
 
последовательность
.
"
)

    
Else

        
Var
 
Code
:
 
UInt32

        
Code
 
=
 
WordToUInt32
(
Leading
 
And
 
$3FF
)
 
Shl
 
10

        
Trailing
 
=
 
ReadWord
()

        
If
 
((
Trailing
 
<
 
$DC00
)
 
Or
 
(
Trailing
 
>
 
$DFFF
))
 
Then

            
Error
(
"Недопустимая
 
кодовая
 
последовательность
.
"
)

        
Else

            
Code
 
=
 
Code
 
Or
 
WordToUInt32
(
Trailing
 
And
 
$3FF
)

            
Return
 
(
Code
 
+
 
$10000
)

        
End
 
If

    
End
 
If

End
 
Function

```